# Hanne F. Juritz
Hanne F. Juritz (* 30. August 1942 in Straßburg) ist eine deutsche Schriftstellerin und Künstlerin.

## Leben
Hanne F. Juritz ist die Tochter eines Opernsänger-Ehepaars. Nach dem Besuch einer Kunstschule studierte sie Buchgestaltung, freie Grafik und Architektur an der Hochschule für Gestaltung in Offenbach/Main. Sie absolvierte ein Volontariat an den Städtischen Bühnen Frankfurt und ließ sich später mit ihrem ersten Ehemann Sascha Juritz als freie Schriftstellerin und Grafikerin in Dreieich nieder. Seit 1986 ist sie mit dem Maler Walter Diewock verheiratet. 
Hanne F. Juritz ist Verfasserin von Erzählungen, Essays und Gedichten. 
Hanne F. Juritz ist Mitglied des Verbandes Deutscher Schriftsteller, dessen hessische Landesvorsitzende sie von 1979 bis 1982 war, und der Darmstädter Sezession. Daneben gehört Juritz der „Darmstädter Jury“ an, die das „Buch des Monats“ wählt.

## Ehrungen und Auszeichnungen
Die Autorin erhielt 1972 den Leonce-und-Lena-Preis, 1978 den Georg-Mackensen-Literaturpreis, 1981/83 das Amt der Stadtschreiberin von Offenbach sowie 1993 den Kulturpreis des Kreises Offenbach. 

## Werke
- Nach der ersten Halbzeit, Düsseldorf 1973 (zusammen mit Sascha Juritz), ISBN 978-3873650497
- Flötentöne, Dreieichenhain 1975 (zusammen mit Sascha Juritz)
- Gedichte, Dreieichenhain 1975
- Gedistel, Dreieichenhain 1975 (zusammen mit Sascha Juritz), ISBN 3-921454-03-4
- Landbeschreibung, Dreieichenhain 1975, ISBN 978-3921454022
- Nr. 2, Dreieichenhain 1975 (zusammen mit Sascha Juritz)
- Dichterburg, Dichterkeller, Dichterberg, Dichterhain,  Dreieichenhain 1976 (zusammen mit Sascha Juritz), ISBN 978-3921454060
- Spuren von Arsen zwischen den Bissen, Erzählungen, Pfaffenweiler 1976 (zusammen mit Sascha Juritz), ISBN 978-3921365045
- Vorzugsweise wachend, Gedichte, Darmstadt 1976, ISBN 3-87561-540-9
- Schlüssellöcher, Gedichte, Dreieich 1977, ISBN 978-3921454084
- Sieben Wunder!, Gedichte, Dreieich 1978, ISBN 978-3923306756
- Ein Wolkenmaul fiel vom Himmel, Gedichte, Köln 1978, ISBN 978-3880970816
- Hommage à Marcel Marceau, Gedichte, Düsseldorf 1980 (zusammen mit Achim Ballnus)
- Landstriche, Gedichte, Dreieich 1980, ISBN 978-3921454305
- Einen Weg zu finden, Gedichte, Dreieich 1980, ISBN 3-921454-27-1
- Gesammelte Werke, Brackwede bei Bielefeld
  - 1. Die Unbezähmbarkeit der Piranhas, Kurzgeschichten, 1982, ISBN 978-3923306077
  - 2. Der weiche Kragen Finsternis, Gedichte, 1983
  - 3. Gelegentlich ist Joe mit Kochsalz unterwegs, Gedichte, 1985
  - 4. Die Nacht des Trommlers, Gedichte, 1986
  - 5. Verwehung im Park, Gedichte, 1988, ISBN 978-3923306619
  - 6. Blicke eines Freundes, Gedichte, 1993, ISBN 3-923306-43-1
- Tagebuchfragmente, Offenbach am Main 1982
- Carolines Feuer, Erzählung, Bielefeld 1994, ISBN 3-923306-97-0
- E.A., épreuve d'artiste, Gedichte, Berlin 1994 (zusammen mit Wolfgang Simon)
- Akrostichon, Dada, Dreieich 1995 (zusammen mit Dieter Sdun)
- Hanne F. Juritz, Gedichte, Berlin 1996
- Chapeau claque, Gedichte, Bielefeld 2005 (zusammen mit Walter Diewock), ISBN 978-3865320087
- Pipistrellus, Gedichtzyklus, Berlin 2007 (zusammen mit Walter Diewock), ISBN 978-3926677594
- Knabenschuh, Gedichte, Bielefeld 2008 (zusammen mit Walter Diewock), ISBN 978-3865320896
- Händel und Rote Grütze, Erzählung, Berlin 2009 (zusammen mit Walter Diewock), ISBN 978-3926677730
- Deckmäntelchen, Mützen und andre Verstecke, Gedichte, Berlin 2015 (zusammen mit Walter Diewock), ISBN 978-3926677730
- Der Apfel beißt den Arzt, Gedichte, Dreieich 2024 (zusammen mit Brigitte Satori Constantinescu), ISBN 978-3-9825889-0-2

## Herausgeberschaft
- Wort-Gewalt, Haunetal-Kruspis 1980

## Ausstellungskataloge
- Hanne F. Juritz, Lyrik, Barbara Beisinghoff, Malerei, Günter Desch, Radierung, Dieter Sdun, Pressendruck, Offenbach 1991
- Hanne F. Juritz, Einblicke, Durchblicke, Dreieich 1993